# I Brought You My Bullets, You Brought Me Your Love
I Brought You My Bullets, You Brought Me Your Love è il primo album del gruppo musicale statunitense My Chemical Romance, pubblicato nel 2002.

## Tracce
1. Romance – 1:02
2. Honey, This Mirror Isn't Big Enough for the Two of Us – 3:51
3. Vampires Will Never Hurt You – 5:26
4. Drowning Lessons – 4:23
5. Our Lady of Sorrows – 2:05
6. Headfirst for Halos – 3:28
7. Skylines and Turnstiles – 3:23
8. Early Sunsets Over Monroeville – 5:05
9. This Is the Best Day Ever – 2:12
10. Cubicles – 3:51
11. Demolition Lovers – 6:06

## Formazione
- Gerard Way - voce
- Frank Iero - chitarra ritmica, cori
- Ray Toro - chitarra solista, cori
- Mikey Way - basso
- Matt Pelissier - batteria